# Lu Zhaolin

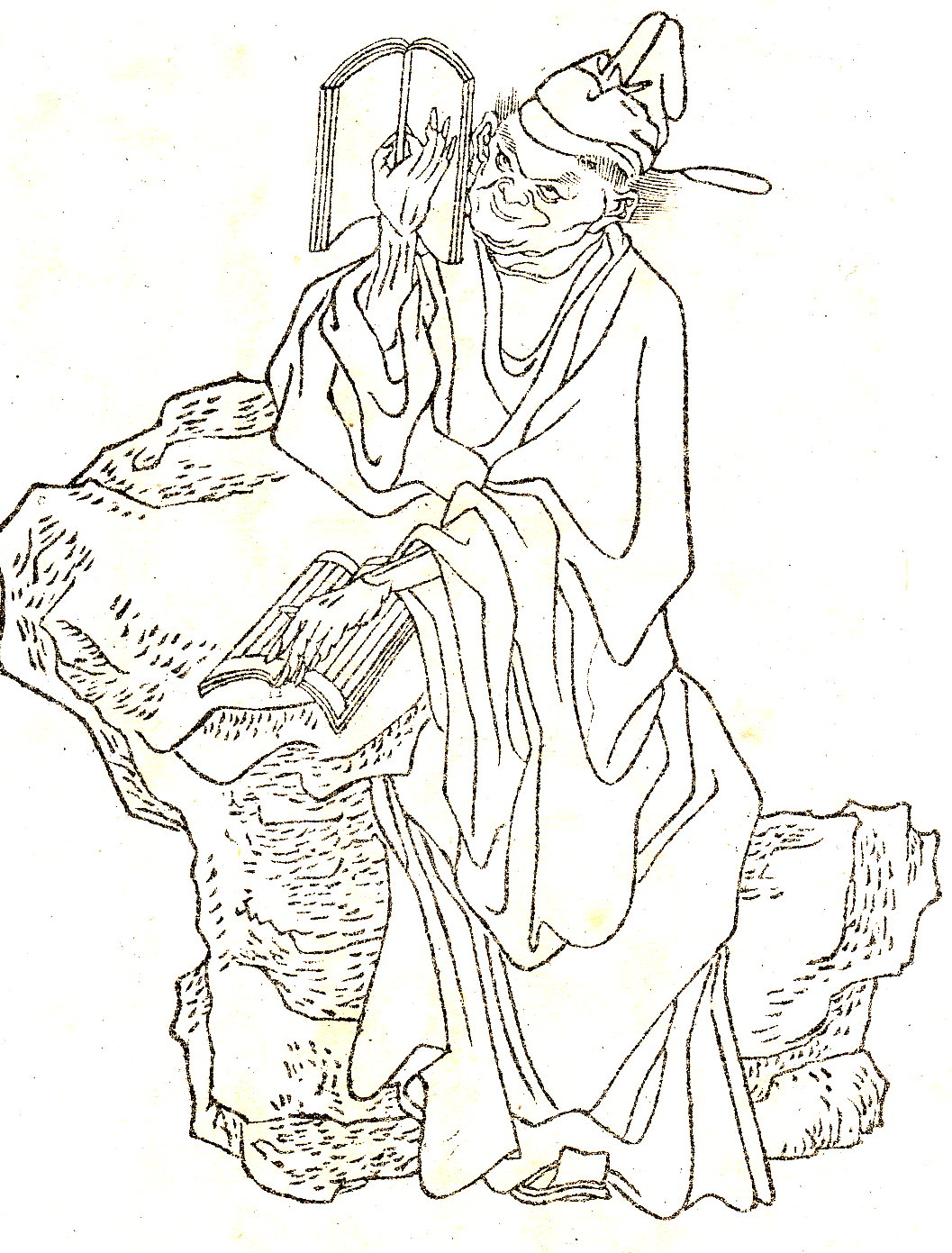
Lu Zhaolin

Lu Zhaolin (chinesisch 盧照鄰 / 卢照邻, Pinyin Lú Zhàolín) (* um 637 in Fanyang; † 689) war ein chinesischer Dichter, der in der Tang-Zeit lebte. Er ertränkte sich 689.
Er war von einer schweren Krankheit geplagt, weshalb er 673 aus dem Beamtendienst austrat, um zum Zwecke der Heilung daoistische Alchemie zu studieren. Dieses Unterfangen hatte jedoch keinen Erfolg.
Lu Zhaolin nannte sich selbst Meister des verborgenen Grams (Youyouzi) und sein Werk ist von einer schmerzlichen Stimmung geprägt. Von diesem Werk sind ungefähr 100 Stücke erhalten. Darunter sind Gedichte im Stil der Yuefu, im Stil der Han-Fu, im Stil der Klage des Li Sao und fünf- und siebenzeilige Regelgedichte (Lüshi).